# Lachania
Lachania (griechisch Λαχανιά (f. sg.)) ist ein über Hügel und ein Flusstal zerstreutes Dorf im Süden der zum Dodekanes gehörenden griechischen Insel Rhodos. Das Dorf bildet mit dem unbewohnten Weiler Plimmyri und der unbewohnten Insel China die Ortsgemeinschaft Lachania (Topiki Kinotita Lachanias Τοπική Κοινότητα Λαχανιάς) im Gemeindebezirk Notia Rodos der Gemeinde Rhodos. Etwa zehn Kilometer nördlich liegt Gennadi, die Stadt Rhodos ist 73 km entfernt. Das Dorf mit einer zweitausendjährigen Geschichte wird wegen seiner authentischen Architektur mit renovierten geduckten weißen Häusern zu den schönsten auf Rhodos gezählt und hat 153 dauernde Einwohner (2011).
Mitte der 1980er-Jahre erlebte das beinahe entvölkerte Lachania durch ausländische Investoren und Aussteiger, darunter Schriftsteller, Maler, Musiker und Bildhauer, eine Renaissance. Viele Häuser des Ortes – so die beiden Windmühlen – wurden wieder restauriert. Die 1760 auf den Überresten eines frühchristlichen Gotteshauses errichtete Kirche Agios Georgios („St. Georg“) enthält einen kreuzförmigen Taufstein aus dem 6. Jahrhundert aus einem monolithischen Steinblock. In der Nähe der Kirche finden sich Überreste eines türkischen Bewässerungssystems mit Quelle, die von einer 300-jährigen Platane beschattet wird. In der Umgebung des Ortes finden sich mehrere Kirchen, von denen Agia Irini („St. Irene“) aus dem 15. Jahrhundert stammt.
Der politische Karikaturist Vangelis Pavlidis lebte in Lachania. Der niederländische Musiker Jerry Rix starb dort 2016.

## Etymologie
Der Name Lachania wird vom griechischen Wort für Kohl (lachano λάχανο) abgeleitet, der bis heute auf dem fruchtbaren Boden rund um den Ort angebaut wird.